# Article défini
En grammaire, l'article défini est une sous-catégorie de déterminant défini, qui participe à l'actualisation du nom noyau en indiquant, soit que le référent (la chose, l'animal, la personne dont il s'agit) est connu des actants de l'énonciation, soit que des satellites vont suivre (adjectif qualificatif, complément de nom, proposition relative…) qui permettront à l'interlocuteur d'identifier précisément ce représenté.
- L'article défini est donc l'outil type de la détermination complète. Il s'oppose ainsi à l'article indéfini et à l'article partitif, qui eux, présupposent que le référent n'est pas connu des interlocuteurs :
  - Une hirondelle est venue (indéfini). L'hirondelle est revenue (défini).

## En français

### Forme simple
L'article défini connaît deux formes au singulier (« le » pour le masculin, et « la » pour le féminin) ; et une seule au pluriel (forme épicène) (« les ») : 
- La maison dont je vous parle... / Le chien dont il est question… / Les enfants que vous connaissez… / Les fleurs que vous avez cueillies…

- L'article défini singulier s'élide devant un mot commençant phonétiquement par une voyelle : « le » et « la » deviennent alors « l'  » :
  - Le boucher, la bouchère, l'autre boucher, l'autre bouchère…
  - L'épicier, l'épicière, le même épicier, la même épicière…

- L'article défini singulier peut également désigner une espèce ou un concept dans son ensemble, et pas seulement un individu : 
  - Le chien est le meilleur ami de l'homme.
    - Il ne s'agit pas ici d'un chien et d'un homme particuliers, mais de l'espèce canine (tous les chiens), ainsi que de l'espèce humaine (tous les humains).

L'article défini illustre le phénomène de déflexivité car il forme une unité antéposée et autonome le marquage flexionnel en genre et en nombre du nom.

### Forme contractée
L'article défini peut être contracté avec certaines prépositions.
- Préposition « de » : « de le » devient alors « du », et « de les » devient « des » :
  - La hauteur du bâtiment.
  - Les herbes des prairies.
- Préposition « à » :  « à le » devient alors « au », et « à les » devient « aux » :
  - Je donne à manger au chien et aux poules.

### Forme agglutinée avec «dit»
Qu'il soit simple ou contracté, l'article défini peut s'agglutiner avec le participe passé « dit » pour produire les formes suivantes :
- au masculin singulier : « ledit » (formes contractées : « audit » et « dudit ») ;
- au féminin singulier : « ladite » ;
- au masculin pluriel : « lesdits » (formes contractées : « auxdits » et « desdits ») ;
- au féminin pluriel : « lesdites ».

- Sous ces différentes formes, fréquemment employées dans le langage administratif, l'article défini a la valeur d'un représentant anaphorique et se rapproche d'un adjectif démonstratif :
  - À la suite des récentes inondations, une remise en état du pont de la République devant être effectuée de toute urgence, le passage des véhicules à moteur sera interdit sur ledit pont pendant quinze jours à compter de la date du présent arrêté.
    - Pour « ce pont », « le pont dont on vient de parler ».

Lorsqu'il est placé devant un nom propre, l'article défini marque le très grand respect qu'inspire une célébrité : « La Callas » ; au contraire, il peut signifier aussi l'extrême familiarité à l'égard d'une personne ou d'un animal : « La Noiraude ».

## Article défini postposé
Certaines langues accolent l'article défini derrière le nom. C'est le cas notamment des langues scandinaves, comme le norvégien et le suédois.
Exemple (norvégien 
- ett hus (une maison, neutre) / huset (la maison) ;
- en bil (une voiture, genre commun) / bilen (la voiture).

En bulgare, l'article défini est toujours postposé au premier constituant du groupe nominal, qu'il s'agisse d'un déterminant, d'un adjectif ou du noyau nominal.

## Articles définis en diverses langues

### Articles définis en allemand
|           | Masculin | Neutre | Féminin | Pluriel |
| Nominatif | der      | das    | die     | die     |
| Accusatif | den      | das    | die     | die     |
| Datif     | dem      | dem    | der     | den     |
| Génitif   | des      | des    | der     | der     |

ex: Das Haus (Sujet) ist rot. La maison est rouge.
ex: Ich lese das Buch (COD). Je lis le livre.
ex: Ich gebe dem Lehrer (COI) das Buch. Je donne le livre au professeur.
ex: Das Buch des Lehrers (CDN) ist rot. Le livre du professeur est rouge.

### Articles définis en anglais
L'article défini anglais est the au singulier et au pluriel. Au pluriel the n'est pas toujours utilisé.
ex: The house is red. La maison est rouge.
ex: The houses are red. Les maisons sont rouges.
ex: Houses are red. Les maisons sont rouges.

### Articles définis en espagnol
Les articles définis en espagnol sont El (masculin, singulier), La (féminin, singulier), Los (masculin, pluriel), et Las (féminin, pluriel).
ex: La casa es de color rojo. La maison est rouge.
ex: Las casas son de color rojo. Les maisons sont rouges.
ex: El libro es de color azul. Le livre est bleu.
ex: Los libros son de color azul. Les livres sont bleus.